# Хронологія рекордів України в приміщенні зі штовхання ядра серед чоловіків
Рекорди України зі штовхання ядра в приміщенні визнаються Федерацією легкої атлетики України з-поміж результатів, які показали українські легкоатлети у критих спорудах, за умови дотримання встановлених вимог.
Рекорди України у штовханні ядра в приміщенні фіксуються з 1987.

## Хронологія рекордів
| | Результат | Атлет                        | Місто змагань | Дата змагань | Примітки    | Відео |
| --- | --------- | ---------------------------- | ------------- | ------------ | ----------- | ----- |
| 1 | 21,06     | Володимир Кисельов Кременчук | Москва        | 17.02.1984   |             |       |
| ф3 |           |                              |               |              |             |       |
| 2 | 21,32     | Олександр Багач Бровари      | Бровари       | 23.02.1993   |             |       |
| ф1 |           |                              |               |              |             |       |
| 3 | 21,36     | Олександр Багач Бровари      | Львів         | 05.02.1999   |             |       |
| ф1 |           |                              |               |              |             |       |
| 4 | 21,83     | Олександр Багач Бровари      | Бровари       | 21.02.1999   |             |       |
| ф1 |           |                              |               |              |             |       |
| 5 | 21,84     | Роман Кокошко Вінниця        | Стамбул       | 03.03.2023   | [ 1 ] [ 2 ] |       |
| Чемпіонат Європи в приміщенні, Атакей Арена, ф3: 1. Зейн Вейр (Італія) 22,06. 2. Томаш Станек (Чехія) 21,90. 3. Кокошко 21,84. 4. Філіп Міхалевич (Хорватія) 21,43. 5. Боб Бертемес (Люксембург) 21,00. 6. Маркус Томсен (Норвегія) 20,66. 7. Месуд Пезер (Боснія і Герцеговина) 19,94. Леонардо Фаббрі (Італія) NM |           |                              |               |              |             |       |
| 2 роки, 21 день від дати встановлення |           |                              |               |              |             |       |